# 477
477 (CDLXXVII) je bilo navadno leto, ki se je po julijanskem koledarju začelo na soboto.

## Dogodki
- 1. januar

## Smrti
- 25. januar - Gajserik, kralj Vandalov (* 389)